# Almagro (Samar)
Almagro é um município de  quinta classe de renda municipal (d) na província Samar, nas Filipinas. De acordo com o censo de 1 de maio  de  2020 possui uma população de 9 273 pessoas e 2 243 domicílios.